# The Forfeit
The Forfeit er en amerikansk stumfilm fra 1919 af Frank Powell.

## Medvirkende
- House Peters som Jeffrey Masters
- Jane Miller som Elvine Van Blooren
- William Human som Bob Whitstone
- Hector V. Sarno som Sikem Bruce
- L.H. Welles som Bud Tristram